# Denkmal Friedrichs des Großen (Kloster Zinna)

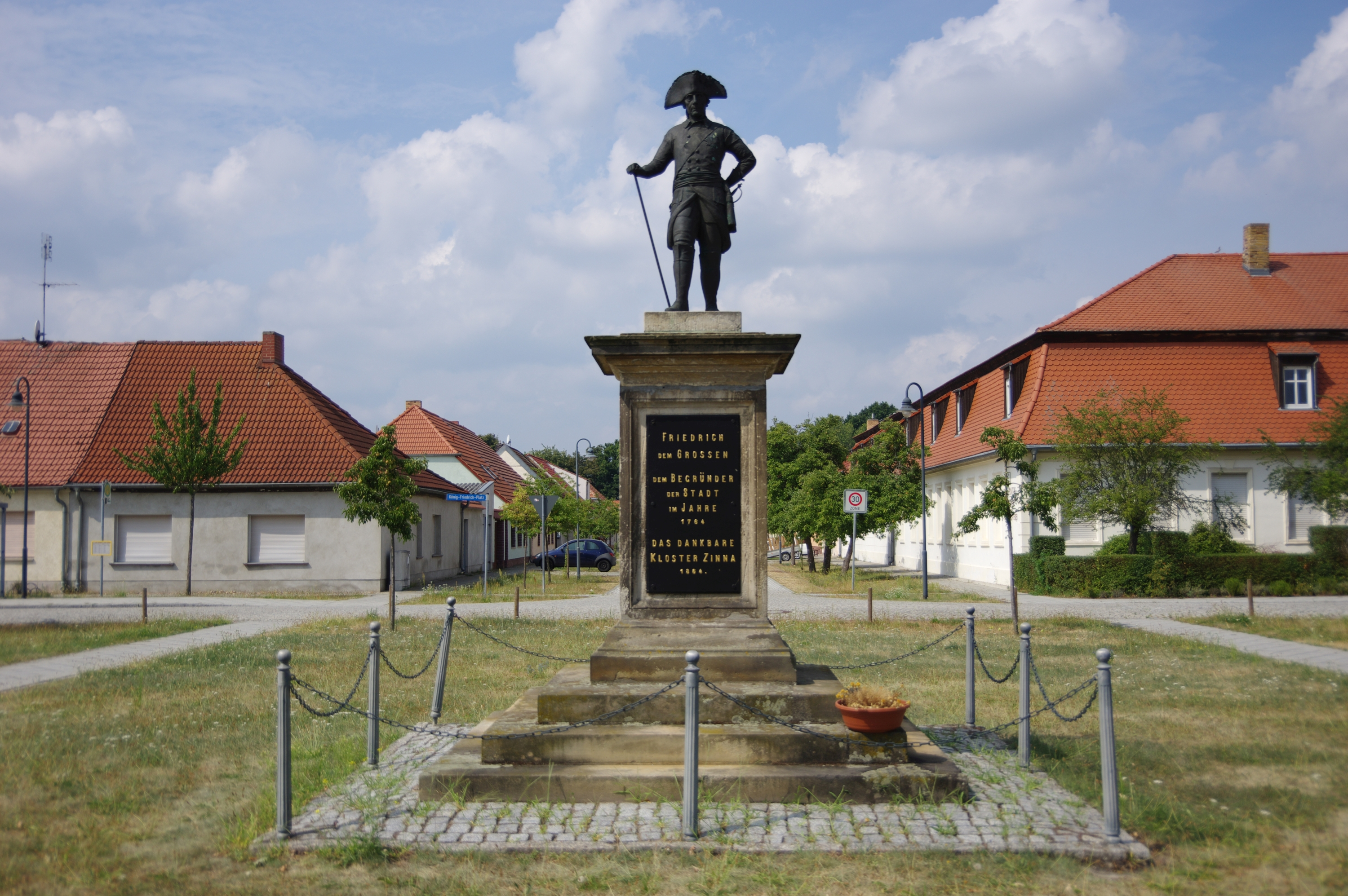
Denkmal Friedrichs des Großen

Das Denkmal Friedrichs des Großen ist ein Standbild im Ort Kloster Zinna. Es wurde 1994 nach dem historischen Original von 1864 neu errichtet.

## Geschichte
1864 wurde ein Denkmal für den preußischen König Friedrich II. im Kolonistenort Zinna eingeweiht, der 100 Jahre zuvor auf dessen Anordnung gegründet worden war.
1949 wurde die Statue durch Studenten der nahegelegenen politischen Ausbildungsstätte Deutsche Verwaltungsakademie abgebaut und danach beseitigt.
Um 1993 wurde der Bonner Bronzebildhauer Friedemann Sandner beauftragt, ein neues Denkmal nach historischen Abbildungen zu schaffen.
Am 8. April 1994 wurde dieses feierlich eingeweiht.

## Denkmal
Die Statue Friedrichs II. von 1864 war in einer häufiger vorkommenden Form gestaltet, mit Dreispitz auf dem Kopf, einem Stock in der rechten Hand und einen Säbel an der linken Seite. Der Bildhauer ist unbekannt. Vorbild war eine Skulptur von Johann Gottfried Schadow von etwa 1816, die danach in leicht veränderter Form auch für andere Friedrichdenkmäler in verschiedenen deutschen Städten verwendet wurde.
Die jetzige Bronzeskulptur in Zinna ist eine Kopie der historischen von 1864. Sie ist aber kleiner als diese, mit einer Höhe von nur etwa 1,50 Metern, entsprechend der tatsächlichen Körpergröße Friedrichs II.
Der Denkmalsockel ist original mit einer historischen Inschrift von 1864 und einer ergänzten neuen von 1994. 